# 銀翹湯
銀翹湯出自《温病条辨》，屬辛涼解表劑，有滋阴透表之效。

## 组成
金銀花5钱，连翘3钱，淡竹葉2钱，甘草1钱，麦冬4钱，生地4钱。

## 主治及用法
阳明温病，下后无汗脉浮者。
因風熱外邪，引起感冒，咽喉炎， 麻疹初期。從皮毛（肺主皮毛）散解熱毒出去。 

## 用药禁忌
下后脉浮而洪，或不浮而数者，忌用。

## 派生制剂
《中国药典》2020年版第一部载九种名称含“银翘”的成方制剂，有：
- 银翘双解栓，第1625页
- 银翘伤风胶囊，第1626页
- 银翘散，第1627页
- 银翘解毒丸（浓缩蜜丸），第1627页
- 银翘解毒片，第1628页
- 银翘解毒软胶囊，第1630页
- 银翘解毒胶囊，第1631页
- 银翘解毒颗粒，第1632页
- 维C银翘片，第1702页：有西药马来酸氯苯那敏、对乙酰氨基酚、维生素C成分，中国感冒常用药

连花清瘟也是此方派生。

## 外部連結
- 銀翹散 中藥方劑圖像數據庫 (香港浸會大學中醫藥學院) （中文）{{en}

## 分類
1. ↑  . db.ouryao.com.
2. ↑  .   [2023-01-09]. （原始内容存档于2023-06-01）.